# Wohn- und Wirtschaftsgebäude Heuweg 4
Das Wohn- und Wirtschaftsgebäude Heuweg 4 in der niedersächsischen Stadt Osterholz-Scharmbeck, Ortsteil Freißenbüttel, stammt aus dem 18. Jahrhundert. Aktuell (2025) wird es zum Wohnen und gwerblichlich (Zimmerei) genutzt.
Das Gebäude steht unter Denkmalschutz (siehe auch Liste der Baudenkmale in Osterholz-Scharmbeck).

## Geschichte und Beschreibung
Das Dorf Freißenbüttel ist landwirtschaftlich geprägt.
Das eingeschossige giebelständige Wohn- und Wirtschaftsgebäude als typisches Zweiständer-Hallenhaus in Fachwerk mit Steinausfachungen, mit ziegelgedecktem Krüppelwalmdach und der Grooten Door mit Rundbogen wurde 1757 (Inschrift) gebaut. Die westliche Traufseite wurde massiv in Backstein ersetzt. Die weiteren Gebäude des Hofes stehen nicht unter Denkmalschutz.